# زنبق زیبا
زنبق زیبا (نام علمی: Iris iberica subsp. elegantissima) نام یک زیرگونه از گونه زنبق گرجی است.